# بيتر دوبكين هال
بيتر دوبكين هال (بالإنجليزية: Peter Dobkin Hall)‏ هو مؤرخ أمريكي، ولد في 22 فبراير 1946، وتوفي في 30 أبريل 2015.